# Surfer Girl (canción)
«Surfer Girl» es una canción escrita y cantada por Brian Wilson para el grupo estadounidense The Beach Boys. Fue publicada como un sencillo y apareció en el álbum con el mismo nombre. El lado B de este sencillo fue "Little Deuce Coupe" (del álbum Surfer Girl también). Era el primer sencillo para ser grabado por The Beach Boys enteramente y para tenerlo a Brian Wilson oficialmente acreditado como el productor.

## Composición
Escrita únicamente por Brian Wilson, la canción es una de sus primeras composiciones en el grupo. A veces se dijo que en la canción había menciones a Judy Bowles, pero esto es falso, como también la canción no fue escrita pensando en nadie en particular. La melodía de la canción está inspirada por la canción "When You Wish upon a Star".
Brian explicó la génesis de la canción:

Antes de 1961, yo nunca había escrito una canción en mi vida. Tenía diecinueve años en ese momento. En realidad creé una melodía en mi cabeza sin ser capaz de oírlo con un piano. Lo canté para mí mismo pensándola; aún no la habría cantado en voz alta en el coche. Cuando llegué a casa ese día, terminé la canción. Escribí el puente, creé la armonía y la llame 'Surfer Girl'.

## Grabación
Primero se grabó la canción en World Pacific Studios el 8 de febrero de 1962, esta fue una de las primeras sesiones de grabación en la vida de la banda. Sin embargo, las grabaciones de aquella sesión permanecerían inéditas por décadas.
La parte instrumental así como la voz para la versión oficial fue creada y grabada en Western Recorders el 12 de junio de 1963. La sesión fue producida por Brian. Los músicos en la canción son: David Marks y Carl Wilson en guitarras; Brian Wilson en el bajo y Dennis Wilson en su batería correspondiente. La pista instrumental de la canción puede ser oída en el álbum de compilación Stack-O-Tracks del año 1968. La canción es cantada por los siguientes integrantes del grupo -Mike Love, Carl y Dennis Wilson- con una prominencia vocal de Brian. También grabado durante una de las primeras sesiones de "Little Deuce Coupe".

## Versión de sencillo
"Surfer Girl" fue lanzada en sencillo con "Little Deuce Coupe" en el lado B, fue publicada por la discográfica Capitol Records en los Estados Unidos el 22 de julio de 1963. El sencillo entró en el Billboard Hot 100 llegó al puesto n.º 28 el 17 de agosto. Después el mismo sencillo había estado durante seis semanas en cartelera alcanzó su mayor puesto en el n.º 7 en el 14 de septiembre de 1963. El sencillo también alcanzó su punto máximo en el Billboard R&B estadounidense llegando al n.º 18 en septiembre de 1963. En 1969 la grabación de las sesiones de World Pacific Studios fueron publicadas por la disquera Era Records como un sencillo con otro artista en el lado B, siendo así la primera publicación oficial. El sencillo sin embargo fracaso en cualquier impacto sobre las listas. Años más tarde, en mayo de 2003, la canción fue publicada en un EP por Capitol Records "Surfin' USA", "Don't Worry Baby" y "The Beach Boys Medley".
En Australia el sencillo alcanzó el puesto n.º 8 en octubre de 1963.

## Publicaciones
La canción primero fue publicada en el álbum Surfer Girl de 1963, prácticamente nunca falta en un álbum de compilación, también fue incluido en Best of The Beach Boys de 1966, la pista instrumental de esta canción aparece en el álbum Stack-O-Tracks de 1968 este álbum tiene otras piezas instrumentales del grupo, también en el exitoso álbum doble Endless Summer de 1974, en el álbum doble Made in U.S.A. de 1986, las primarias grabaciones en World Pacific Studios de la canción tarde o temprano fueron publicadas en el CD en 1991 con la publicación de otros archivos perdidos Lost & Found (1961-1962) así como canciones como "Luau" que también se habían perdido, en el exitoso box set Good Vibrations: Thirty Years of The Beach Boys de 1993, en la primera serie de The Greatest Hits - Volume 1: 20 Good Vibrations de 1999, una grabación a capela aparece en Endless Harmony Soundtrack de 1998, esta mezcla destacó por la grabación instrumental sobre un canal y la grabación vocal sobre otro canal, en The Very Best of The Beach Boys de 2001, también en Hawthorne, CA una antología del mismo año que el anterior, también en Classics selected by Brian Wilson de 2002 (es una serie de canciones elegidas por el mismo Brian Wilson), en el exitoso compilado de 2003 Sounds of Summer: The Very Best of The Beach Boys, en Platinum Collection: Sounds of Summer Edition de 2005 y en el box que junta los sencillos de la banda U.S. Singles Collection: The Capitol Years, 1962-1965 de 2008, en Fifty Big Ones: Greatest Hits  de 2012 y en el box Made in California de 2013.

### En vivo
La primera versión en vivo de la canción fue publicada en el álbum en vivo The Beach Boys in Concert de 1973, que destacó a Al Jardine con la voz principal y Billy Hinsche en apoyo vocal. En 1980, una interpretación en vivo fue registrada, aunque no publicada hasta 2002 en el álbum en vivo Good Timin': Live at Knebworth England 1980. El concierto también fue lanzado en el formato de DVD con el vídeo del concierto. Otra grabación en vivo de la canción de un concierto en 1989 fue publicada en el álbum de 2006 Songs from Here & Back. Hay también un ensayo en vivo de la canción en el box set Good Vibrations: Thirty Years of The Beach Boys de 1993, y apareció en Live – The 50th Anniversary Tour de 2013.
Se realizó una versión en vivo de la canción en los Estudios en Televisión NBC en Burbank, California que fue filmado el 14 de marzo de 1964. El metraje del concierto más tarde fue publicado en el DVD The Lost Concert. La canción también se interpretó en el The T.A.M.I. Show que fue filmado en Santa Mónica el 28 y 29 de octubre de 1964, con otros artistas como Chuck Berry, Marvin Gaye, The Supremes, James Brown & The Famous Flames y The Rolling Stones. El concierto fue lanzado como una película en 1964 que narra el funcionamiento de The Beach Boys. A causa de la discusión con los derechos, no aparece en la mayor parte de versiones del espectáculo T.A.M.I.. Pero tarde o temprano fue publicado en DVD incluido con la edición de 2004 especial de Sounds of Summer: The Very Best of The Beach Boys.
Brian Wilson lanzó una versión en vivo de la canción durante en el Live at the Roxy Theatre de 2000. Al Jardine también publicó una versión en vivo de la canción en su Live In Las Vegas su álbum solista en Las Vegas.

## Versiones de otras bandas
- The Sentinals en 1964 en el álbum Surfer Girl.
- Hollyridge Strings grabó un cover con otras canciones instrumentales, en 1966, en su álbum The Beach Boys Song Book, Volume 2.
- The Fantastic Baggys en 1966 en el álbum Ride The Wild Surf.
- Little Joe Shaver & Devil Dog en 1976 en el álbum Sing the Hits of the Beach Boys.
- Papa Doo Run Run en 1985 en el álbum California Project.
- Phranc en 1991 en el álbum Positively Phranc.
- Cathedral City Proyecto en 1994.
- Pere Ubu en el 1995 y en el álbum Ray Gun Suitcase.
- Don Grusin en 1997,  en un álbum tributo: Wouldn't It Be Nice: A Jazz Portrait Of Brian Wilson.
- Philip Aaberg & Scott Mathews en el 1997 en una compilación de varios artistas Summer Solstice: A Windham Hill Collection.
- Fred Simon en 1998 en el álbum Fred Simon's Interpretation of The Beach Boys.
- John B. & The Surfin' Safaris" en 2002 en el álbum A Tribute to the Beach Boys.
- Scott Cain en 2004 en el álbum Roller Coaster.
- Paul Simon cantó una versión de la canción en An All-Star Tribute to Brian Wilson en 2001, que más tarde fue publicado en DVD.
- OC Times en la convención de 2007 Internacional de la Sociedad de Armonía de Peluquería cantando por un arreglo de peluquería de esta canción.
- Didi Wray en 2019 en el álbum Misión Tango Surf (CD, Surf Cookie Records 2019)[2]